# Emiliano Moretti
Emiliano Moretti (Roma, 11 giugno 1981) è un dirigente sportivo ed ex calciatore italiano, di ruolo difensore, dirigente del Torino.

## Biografia
Anche il figlio Matias (nato nel 2008), ha intrapreso la carriera da calciatore: nel 2022, gioca nelle giovanili del Torino, squadra per cui il padre lavora.

## Caratteristiche tecniche
Mancino naturale, nasce come terzino di fascia sinistra, ma in carriera è stato spesso impiegato come difensore centrale.

## Carriera

### Giocatore

#### Club

##### Gli inizi: Lodigiani e Fiorentina
Inizia la sua carriera professionistica nella Lodigiani, con la quale compie tutte le trafile giovanili e con cui conquista lo scudetto di categoria Berretti. Con la stessa maglia debutta ufficialmente in Serie C1 nel 1998, collezionando 2 presenze.
L'anno successivo, a soli 17 anni, viene ingaggiato dalla Fiorentina, che gli consente di confrontarsi per la prima volta con la massima serie. Dopo i primi anni nella formazione primavera viola, viene inserito nella rosa ufficiale per il campionato 2000-2001, ma dopo tre giorni di ritiro subisce la rottura del perone, che lo costringe a saltare la prima parte di stagione. Il 31 marzo 2001 Roberto Mancini lo fa debuttare in Serie A nel pareggio in trasferta contro il L.R. Vicenza. Scende ancora in campo altre otto volte, e a maggio vince con la sua squadra la Coppa Italia 2000-2001, il suo primo trofeo in carriera.
La società viola decide di puntare su di lui e l'anno seguente l'allenatore Roberto Mancini lo promuove titolare al centro della difesa. Il 20 settembre fa il suo esordio anche in Coppa UEFA contro il Dnipro. Nonostante una buona stagione a livello personale, con 27 presenze in campionato e una rete, il club termina diciassettesimo in classifica, retrocedendo in Serie B.

##### Juventus, Modena e Bologna

Moretti (in piedi, secondo da destra) alla Juventus nel 2002

Il 5 luglio 2002, dopo aver sostenuto le visite mediche, diventa ufficialmente un giocatore della Juventus, che lo preleva a titolo definitivo. Il 24 settembre debutta da titolare in Champions League in occasione del 5-0 interno contro la Dinamo Kiev. Con la squadra bianconera vince la Supercoppa italiana 2002, ma complessivamente trova poco spazio.
Il 29 gennaio 2003, nel mercato invernale, viene ceduto in prestito secco al Modena di Gianni De Biasi, dove termina la stagione con 9 presenze.
Il 30 giugno 2003 viene acquistato dal Parma per 1,8 milioni di euro nello scambio che porta Stephen Appiah alla Juventus. Dopo aver trascorso la preparazione estiva con i ducali, a fine mercato l'arrivo di Marcello Castellini ne determina la cessione, a titolo temporaneo, al Bologna. Titolare della difesa di Carlo Mazzone, con le sue 32 presenze contribuisce al dodicesimo posto in classifica finale.

##### Valencia
Nell'estate del 2004 è ufficiale il suo trasferimento a titolo definitivo al club spagnolo, il Valencia, che già aveva prelevato dal campionato italiano Bernardo Corradi, Marco Di Vaio e Stefano Fiore. Il 27 agosto, pur restando in tribuna, consegue la Supercoppa Europea, vinta dalla squadra per 2-1 contro il Porto. Claudio Ranieri lo schiera prevalentemente come terzino sinistro, e, nonostante un inizio difficile a causa della concorrenza con Fábio Aurélio e il connazionale Amedeo Carboni, si guadagna presto il posto da titolare. Il 28 novembre 2004 segna anche il suo primo gol in Primera División, nel 2-0 casalingo contro il Maiorca. In Champions League disputa 4 partite contro Inter, Werder Brema e Anderlecht, e in tutto sono 29 le presenze a fine stagione.
La stagione seguente è titolare, e con 33 presenze contribuisce al conseguimento del terzo posto finale, mentre all'inizio della stagione successiva, il 6 novembre 2006, nella gara contro l'Espanyol, si procura un grave infortunio al legamento laterale del ginocchio, che lo costringe a più di tre mesi di stop. Nonostante l'infortunio, questa stagione resta una delle più proficue a livello personale e di squadra, che raggiunge i quarti di finale della Champions League, sconfitta soltanto dal Chelsea. Moretti conclude l'anno con 34 presenze complessive.
La Primera División 2007-2008 non si rivela altrettanto positiva in campionato, che il Valencia conclude al decimo posto. Moretti contribuisce alla cavalcata che porta alla vittoria, il 16 aprile, della Coppa del Re, in cui gioca tutte le partite dalla fase iniziale fino alla finale.
La stagione seguente è ancora titolare nella squadra spagnola, che raggiunge gli ottavi di finale della Coppa UEFA, e che a fine anno conclude il torneo nazionale in sesta posizione. Moretti disputa in tutto 32 partite.

##### Genoa
Dopo 172 presenze e 4 reti con la società spagnola, l'11 luglio 2009 lascia la Spagna per ritornare in patria al Genoa, impegnato in Europa League, che lo acquista a titolo definitivo per 3,7 milioni di euro.. Il 23 agosto scende per la prima volta in campo con la nuova maglia nel vittorioso 3-2 interno contro la Roma e una settimana dopo segna il suo primo gol in rossoblu nell'1-0 esterno contro l'Atalanta. La prima stagione con il grifone termina con 37 presenze e un gol complessivi.
L'anno successivo Gian Piero Gasperini lo fa scendere in campo solo 18 volte, mentre la squadra conclude il torneo al decimo posto. La stagione 2011-2012 si rivela ancora difficile per la squadra, e nonostante 27 presenze e una rete, segnata all'Inter, si piazza in quartultima posizione. La stagione 2012-2013 si conferma titolare della difesa genoana, con 33 presenze in totale. Il 5 maggio 2013 raggiunge la centesima presenza in campionato con la maglia del Genoa, in occasione della partita terminata 4-1 contro il Pescara.
Chiude la sua esperienza genoana con 121 presenze e 2 gol tra Campionato, Coppa Italia ed Europa League.

##### Torino

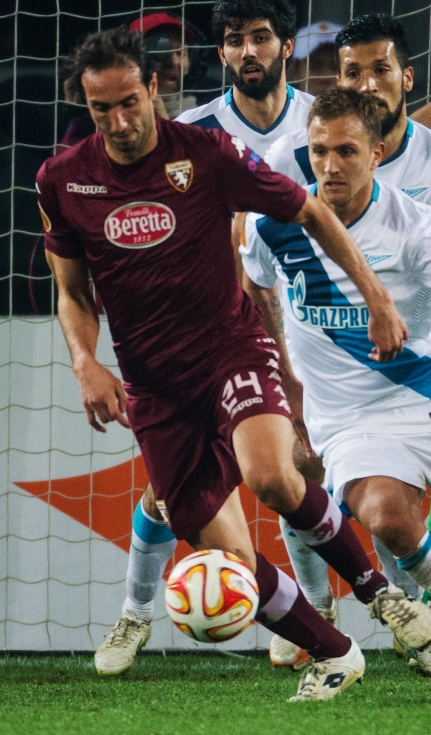
Moretti al Torino nel 2015

L'11 luglio 2013 viene ufficializzato il suo arrivo a titolo definitivo da parte del Torino, che lo acquista per 700 000 euro Il 17 agosto 2013 debutta ufficialmente in maglia granata nella partita di Coppa Italia Torino-Pescara (1-2). Divenuto titolare nella difesa a 3 del tecnico Ventura, realizza il suo primo gol in maglia granata il 24 novembre 2013 contro il Catania nella vittoriosa partita terminata 4-1.
Nel corso della sua seconda stagione all'ombra della Mole, dapprima si guadagna il primo gettone in nazionale per mezzo dell'ottima continuità di rendimento in campionato ed Europa League e il 25 gennaio 2015, alla prima giornata del girone di ritorno, segna al 94' il gol con il quale il Torino batte l'Inter al "Meazza" dopo 27 anni.
Anche nella stagione 2015-2016 è presenza fissa nella retroguardia granata e il 5 dicembre 2015 (Torino-Roma 1-1) raggiunge la quota di 100 presenze con la maglia del Torino e 500 da professionista.
Divenuto uno dei senatori della formazione piemontese sia con Ventura che sol suo successore Mihajlović, indossa spesso la fascia di capitano in assenza del compagno Vives ma - alla partenza di quest'ultimo nel mercato invernale della stagione 2016-2017 - decide di lasciare la fascia al giovane Benassi.
Nella stagione 2017-2018 (la sua quinta nel capoluogo piemontese) colleziona 22 gettoni in campionato, divenendo così il calciatore con il maggior numero di presenze durante l'era Cairo.
L'11 febbraio 2019 ha ricevuto il riconoscimento di Ambasciatore dello sport da parte del Consiglio regionale del Piemonte.
Il 22 maggio 2019 annuncia in una conferenza stampa il suo ritiro dal calcio giocato al termine della stagione, giocata ancora da titolare. Il 26 maggio disputa la sua ultima partita tra i professionisti.

#### Nazionale
È il più anziano debuttante nella storia della nazionale italiana, avendo giocato la prima gara (amichevole) contro l'Albania, il 18 novembre 2014, all'età di 33 anni e 5 mesi.

### Dopo il ritiro
Il 19 giugno 2020 diventa il nuovo team manager del Torino.
Nel luglio del 2021 passa ad affiancare il direttore sportivo Vagnati sul mercato. Il 19 dello stesso mese consegue la qualifica da direttore sportivo. Due anni più tardi rinnova il proprio contratto fino al 2025.

## Statistiche

### Presenze e reti nei club
| Stagione          | Squadra           | Campionato        | Campionato | Campionato | Coppe nazionali | Coppe nazionali | Coppe nazionali | Coppe continentali | Coppe continentali | Coppe continentali | Altre coppe | Altre coppe | Altre coppe | Totale | Totale |
| Stagione          | Squadra           | Comp              | Pres       | Reti       | Comp            | Pres            | Reti            | Comp               | Pres               | Reti               | Comp        | Pres        | Reti        | Pres   | Reti   |
| ----------------- | ----------------- | ----------------- | ---------- | ---------- | --------------- | --------------- | --------------- | ------------------ | ------------------ | ------------------ | ----------- | ----------- | ----------- | ------ | ------ |
| 1997-1998         | Lodigiani         | C1                | 2          | 0          | CI              | -               | -               | -                  | -                  | -                  | -           | -           | -           | 2      | 0      |
| 1998-1999         | Fiorentina        | A                 | 0          | 0          | CI              | 0               | 0               | -                  | -                  | -                  | -           | -           | -           | 0      | 0      |
| 1999-2000         | Fiorentina        | A                 | 0          | 0          | CI              | 0               | 0               | -                  | -                  | -                  | -           | -           | -           | 0      | 0      |
| 2000-2001         | Fiorentina        | A                 | 9          | 0          | CI              | 4               | 0               | -                  | -                  | -                  | SI          | 1           | 0           | 14     | 0      |
| 2001-2002         | Fiorentina        | A                 | 27         | 0          | CI              | 0               | 0               | CU                 | 6                  | 0                  | -           | -           | -           | 33     | 0      |
| Totale Fiorentina | Totale Fiorentina | Totale Fiorentina | 36         | 0          |                 | 4               | 0               |                    | 6                  | 0                  |             | 1           | 0           | 47     | 0      |
| 2002-gen. 2003    | Juventus          | A                 | 8          | 0          | CI              | 3               | 0               | UCL                | 3                  | 0                  | SI          | 1           | 0           | 15     | 0      |
| gen.-giu. 2003    | Modena            | A                 | 9          | 0          | CI              | -               | -               | -                  | -                  | -                  | -           | -           | -           | 9      | 0      |
| 2003-2004         | Bologna           | A                 | 32         | 0          | CI              | 2               | 0               | -                  | -                  | -                  | -           | -           | -           | 34     | 0      |
| 2004-2005         | Valencia          | PD                | 23         | 1          | CR              | 1               | 0               | UCL+CU             | 4+2                | 0                  | -           | -           | -           | 30     | 1      |
| 2005-2006         | Valencia          | PD                | 33         | 0          | CR              | 3               | 0               | Int                | 5                  | 1                  | -           | -           | -           | 41     | 1      |
| 2006-2007         | Valencia          | PD                | 23         | 2          | CR              | 0               | 0               | UCL                | 10                 | 0                  | -           | -           | -           | 33     | 2      |
| 2007-2008         | Valencia          | PD                | 28         | 1          | CR              | 9               | 0               | UCL                | 7                  | 0                  | -           | -           | -           | 44     | 1      |
| 2008-2009         | Valencia          | PD                | 28         | 0          | CR              | 2               | 0               | -                  | -                  | -                  | SS          | 2           | 0           | 32     | 0      |
| Totale Valencia   | Totale Valencia   | Totale Valencia   | 135        | 4          |                 | 15              | 0               |                    | 28                 | 1                  |             | 2           | 0           | 180    | 5      |
| 2009-2010         | Genoa             | A                 | 29         | 1          | CI              | 1               | 0               | UEL                | 7                  | 0                  | -           | -           | -           | 37     | 1      |
| 2010-2011         | Genoa             | A                 | 18         | 0          | CI              | 3               | 0               | -                  | -                  | -                  | -           | -           | -           | 21     | 0      |
| 2011-2012         | Genoa             | A                 | 27         | 1          | CI              | 2               | 0               | -                  | -                  | -                  | -           | -           | -           | 29     | 1      |
| 2012-2013         | Genoa             | A                 | 33         | 0          | CI              | 1               | 0               | -                  | -                  | -                  | -           | -           | -           | 34     | 0      |
| Totale Genoa      | Totale Genoa      | Totale Genoa      | 107        | 2          |                 | 7               | 0               |                    | 7                  | 0                  |             |             |             | 121    | 2      |
| 2013-2014         | Torino            | A                 | 36         | 1          | CI              | 1               | 0               | -                  | -                  | -                  | -           | -           | -           | 37     | 1      |
| 2014-2015         | Torino            | A                 | 35         | 2          | CI              | 1               | 0               | UEL                | 11                 | 0                  | -           | -           | -           | 47     | 2      |
| 2015-2016         | Torino            | A                 | 35         | 1          | CI              | 3               | 1               | -                  | -                  | -                  | -           | -           | -           | 38     | 2      |
| 2016-2017         | Torino            | A                 | 23         | 1          | CI              | 3               | 0               | -                  | -                  | -                  | -           | -           | -           | 26     | 1      |
| 2017-2018         | Torino            | A                 | 22         | 0          | CI              | 2               | 0               | -                  | -                  | -                  | -           | -           | -           | 24     | 0      |
| 2018-2019         | Torino            | A                 | 24         | 0          | CI              | 2               | 0               | -                  | -                  | -                  | -           | -           | -           | 26     | 0      |
| Totale Torino     | Totale Torino     | Totale Torino     | 175        | 5          |                 | 12              | 1               |                    | 11                 | 0                  |             | -           | -           | 198    | 6      |
| Totale carriera   | Totale carriera   | Totale carriera   | 507        | 11         |                 | 43              | 1               |                    | 55                 | 1                  |             | 4           | 0           | 609    | 13     |

### Cronologia presenze e reti in nazionale
| Cronologia completa delle presenze e delle reti in nazionale ― Italia | Cronologia completa delle presenze e delle reti in nazionale ― Italia | Cronologia completa delle presenze e delle reti in nazionale ― Italia | Cronologia completa delle presenze e delle reti in nazionale ― Italia | Cronologia completa delle presenze e delle reti in nazionale ― Italia | Cronologia completa delle presenze e delle reti in nazionale ― Italia | Cronologia completa delle presenze e delle reti in nazionale ― Italia | Cronologia completa delle presenze e delle reti in nazionale ― Italia |
| Data                                                                  | Città                                                                 | In casa                                                               | Risultato                                                             | Ospiti                                                                | Competizione                                                          | Reti                                                                  | Note                                                                  |
| --------------------------------------------------------------------- | --------------------------------------------------------------------- | --------------------------------------------------------------------- | --------------------------------------------------------------------- | --------------------------------------------------------------------- | --------------------------------------------------------------------- | --------------------------------------------------------------------- | --------------------------------------------------------------------- |
| 18-11-2014                                                            | Genova                                                                | Italia                                                                | 1 – 0                                                                 | Albania                                                               | Amichevole                                                            | -                                                                     |                                                                       |
| 31-3-2015                                                             | Torino                                                                | Italia                                                                | 1 – 1                                                                 | Inghilterra                                                           | Amichevole                                                            | -                                                                     | 72’                                                                   |
| Totale                                                                |                                                                       | Presenze                                                              | 2                                                                     |                                                                       | Reti                                                                  | 0                                                                     |                                                                       |

## Palmarès

### Club

#### Competizioni nazionali
- Coppa Italia: 1

Fiorentina: 2000-2001
- Supercoppa italiana: 1

Juventus: 2002
- Coppa di Spagna: 1

Valencia: 2007-2008

#### Competizioni internazionali
- Supercoppa UEFA: 1

Valencia: 2004

### Nazionale
- Campionato d'Europa Under-21: 1

Germania 2004
- Bronzo olimpico: 1

Atene 2004